# Лунно
Лунно (бел. Лу́нна) — агрогородок в Мостовском районе Гродненской области Беларуси. Административный центр Лунненского сельсовета. Население 880 человек (2017). В Лунно проживает 61,3 % населения всего сельсовета.

## География
Деревня расположена в 20 км к северо-западу от города Мосты и в 38 км к юго-востоку от центра города Гродно. Ближайшая к Лунно ж/д станция Черлена на линии Гродно — Мосты находится в 6 км от деревни. Лунно стоит на пересечении автодорог Р-41 Озёры — Скидель — Лунно и Р-44 Гродно — Волковыск. По северной окраине деревни протекает река Неман.

## Демография

### Численность
- 2017 год — 880 чел.

### Динамика
- 1833 год — 828 чел., 90 домов.
- 1884 год — 1211 чел.
- 1886 год — 1392 чел.
- 1897 год — 1658 чел, 206 домов.
- 1901 год — 1375 чел.
- 1921 год — 1884 чел., 307 домов.
- 1972 год — 1475 чел., 473 дома.
- 1997 год — 1165 чел.
- 1999 год — 1137 чел.
- 2001 год — 1182 чел., 544 дома.
- 2006 год — 1000 чел.
- 2010 год — 961 чел.
- 2015 год — 956 чел.
- 2017 год — 880 чел.

## История
Впервые Лунно упоминается в 1503 году, оно входило в состав Гродненского повета Трокского воеводства. В 1546 году здесь был образован католический приход, а в 1782 году был сооружён каменный костёл Св. Анны.
В результате третьего раздела Речи Посполитой (1795) Лунно оказалось центром Лунненской волости в составе Российской империи, в Гродненском уезде Гродненской губернии. В 1833 году в местечке было 90 домов (1 каменный, 89 деревянных), 8 магазинов, 12 питейных домов, костёл. В 1886 году в местечке существовали костёл, синагога, 3 еврейских молитвенных дома, 20 магазинов, народное училище (78 мальчиков, 11 девочек), 2 мельницы, богадельня, 2 харчевни, проводились ярмарки. В 1897 году в Лунно была церковь, костёл, 3 молитвенных еврейских школы, народное училище, почтовая и параходная станция, кожевенный завод, 6 кузниц, 26 магазинов, 9 питейных домов. В начале XX века работали церковно-приходская школа, фельдшерский пункт и почта. В 1889 году построена православная церковь Святого Иоанна Предтечи.
Согласно Рижскому мирному договору (1921) Лунно оказалось в составе межвоенной Польской Республики, где стало центром гмины Гродненского повета Белостокского воеводства. В 1923 году здесь было 307 дворов.
В 1939 Лунно вошло в БССР, где 12 января 1940 года получило статус рабочего посёлка Скидельского района.
Накануне Второй мировой войны, в 1938 году, 1671 из 2522 жителей Лунно, то есть 60 % составляли евреи (около 300 семей). Во время Второй мировой войны немцы сделали в Лунно гетто, в котором было убито 1549 человек. (см. гетто в Лунно).
На фронте воевали 55 жителей деревни.
В 1955 году статус поселения понизили до деревни. Состоянием на 1972 год здесь было 473 двора, на 1997—559 дворов.
В 1997 году деревня насчитывала 1165 жителей.

## Образование
В Лунно находится ГУО «Лунненская средняя школа» и ГУО «Лунненский детский сад».

## Здравоохранение
В агрогородке есть амбулатория врача общей практики и аптека.

## Культура
- Филиал «Лунненский центр досуга и культуры» ГУ Мостовский районный центр культуры
- Филиал «Лунненская сельская библиотека» ГУК «Мостовская районная библиотека»
- Музей ГУО «Лунненская средняя школа»

## Достопримечательности
- Рядовая застройка (XIX—XX вв.)
- Комплекс костёла Святой Анны (1782, 1895), переулок Школьный, 4 —  Историко-культурная ценность Республики Беларусь, шифр 413Г000376
- Православная церковь Святого Иоанна Предтечи, 1889 год
- Усадьба Чаховских, XIX век
- Часовня-склеп Антония Бартошевича
- Еврейское кладбище

### Утраченное наследие
- Синагога (XVIII в.)

## Галерея

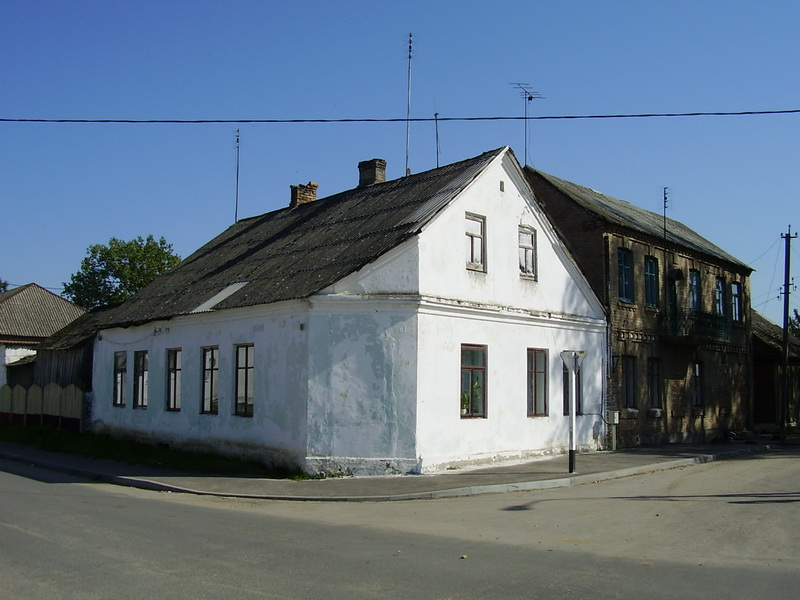
Здание
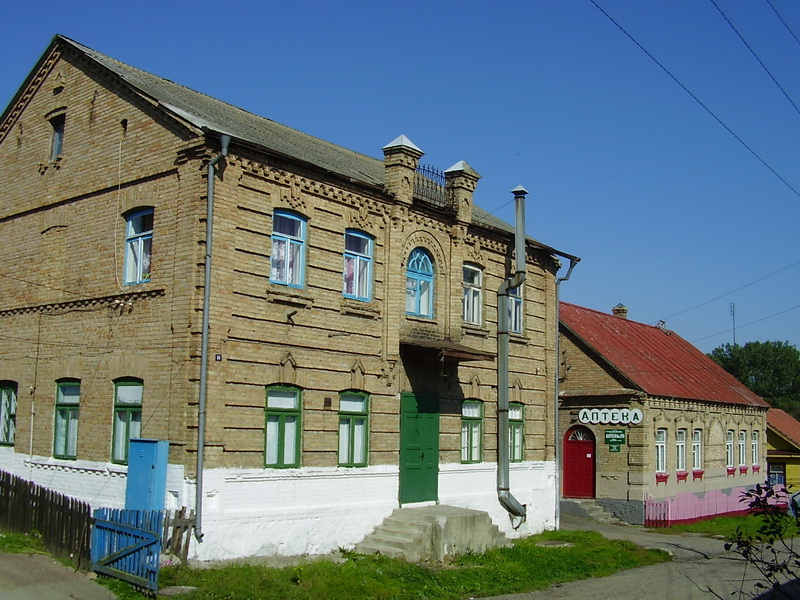
Здание
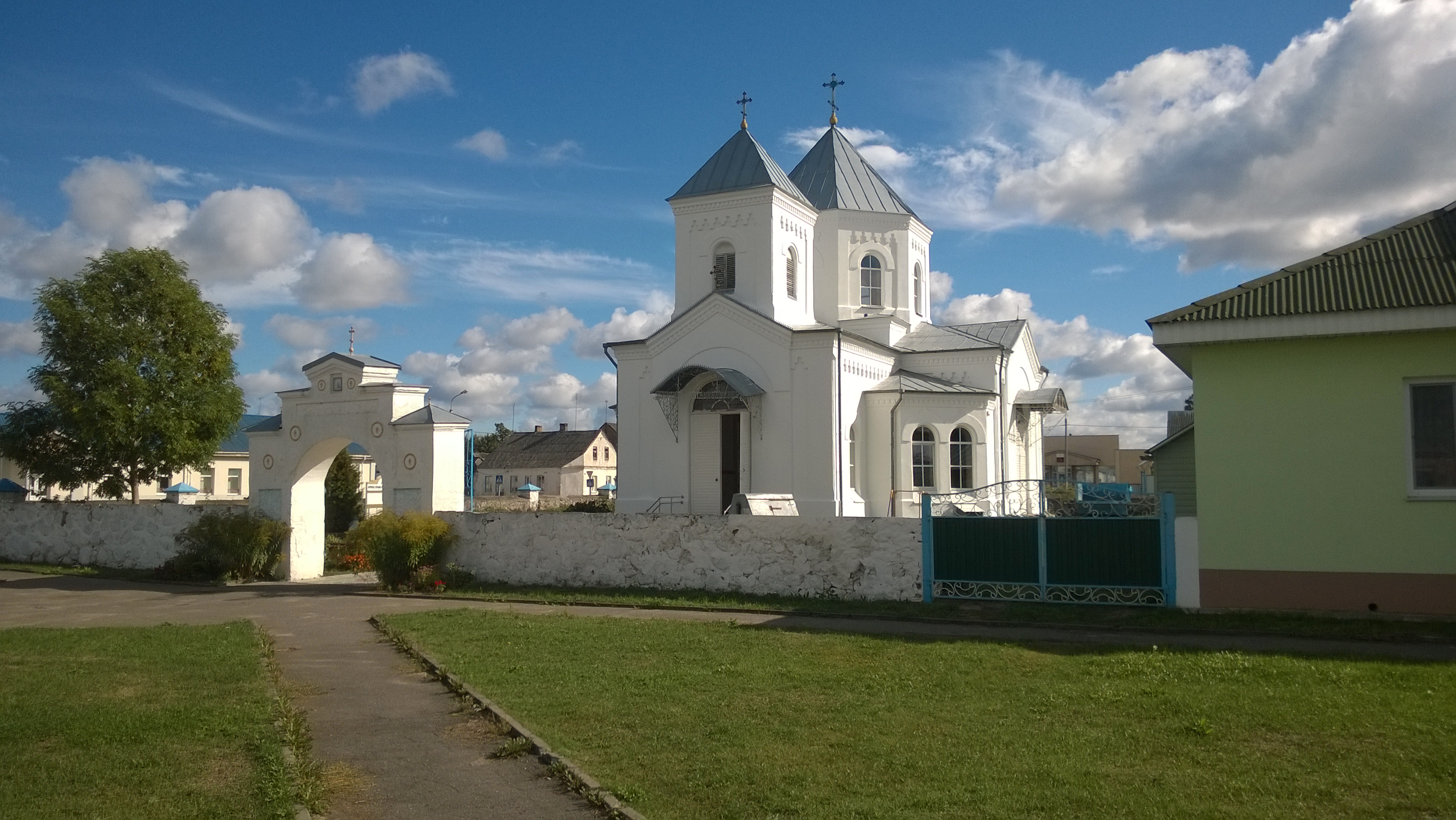
Свято-Иоанно-Предтеченская церковь
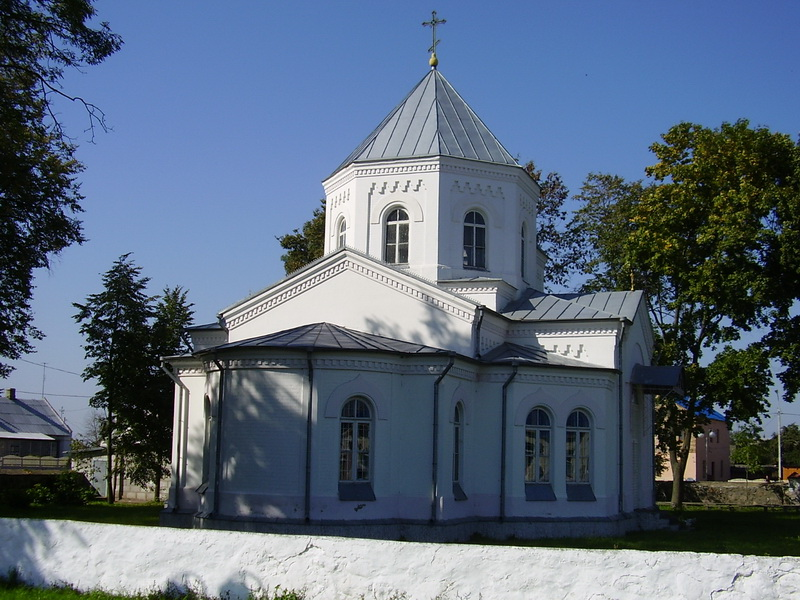
Свято-Иоанно-Предтеченская церковь
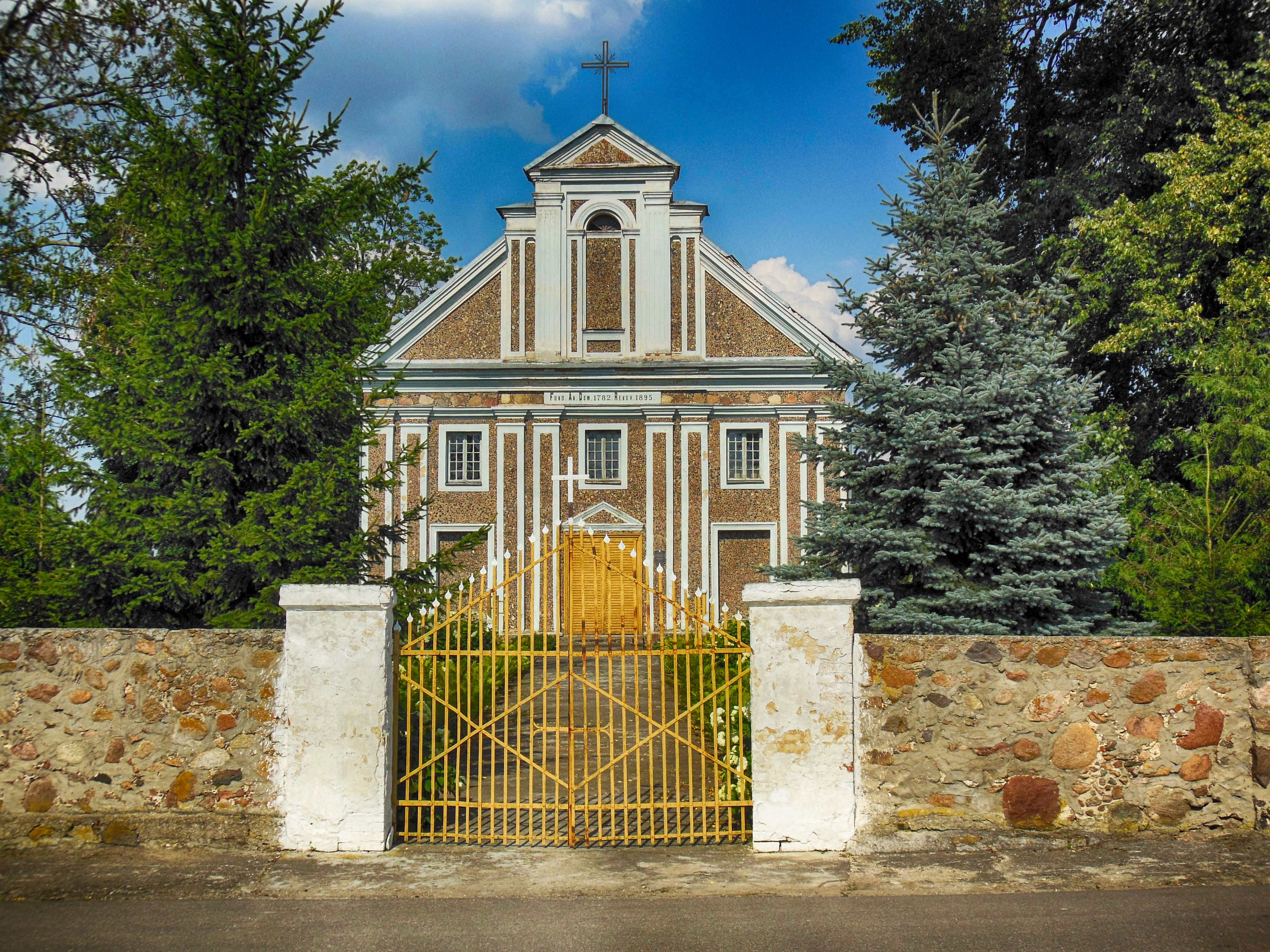
Католическая церковь Святой Анны
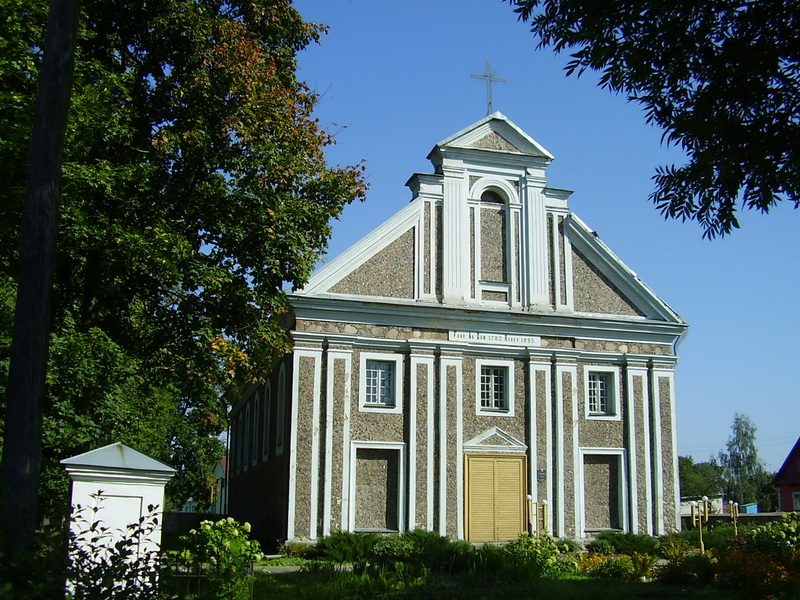
Католическая церковь Святой Анны
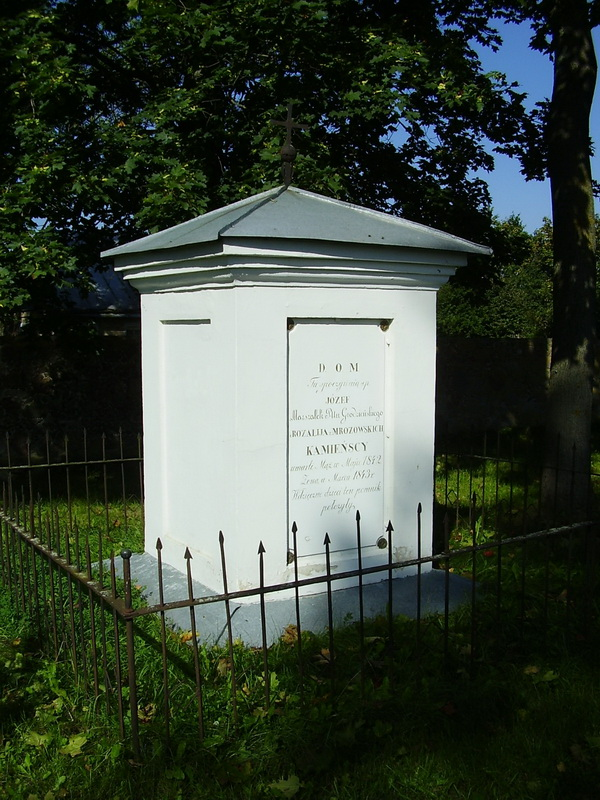
Часовня-надмогилье
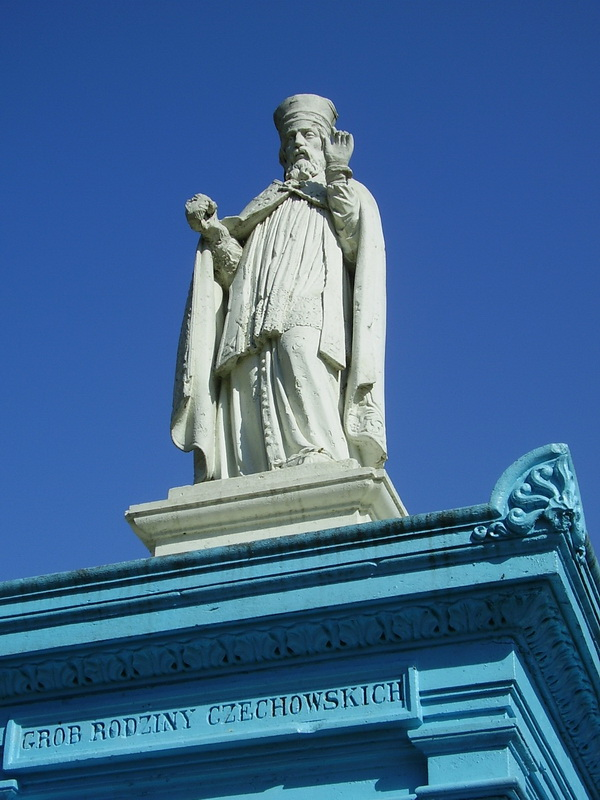
Костёл. Надмогилье Чаховских
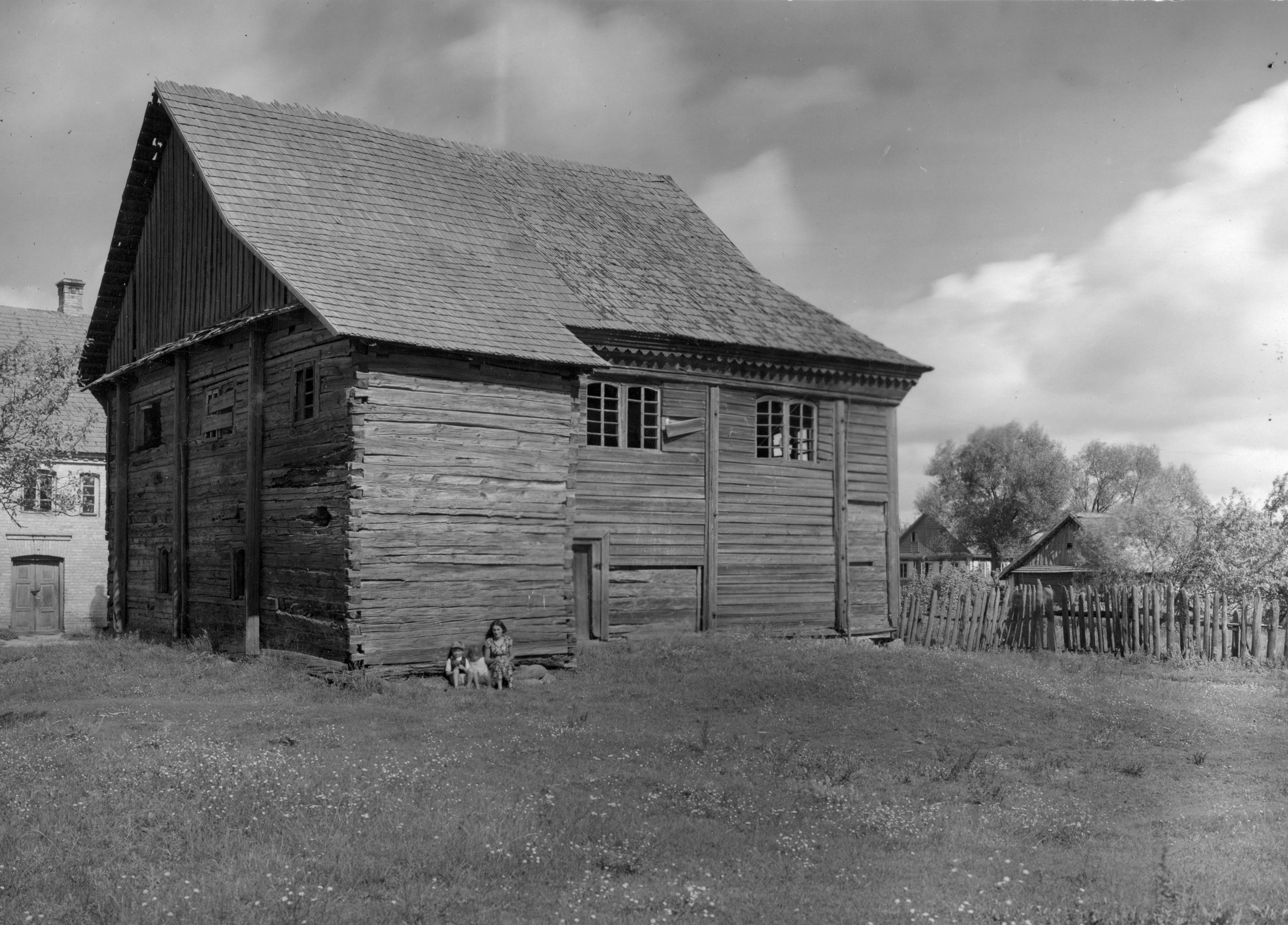
Синагога в Лунно (не сохранилась)